# Jean Collas
Jean Collas (Párizs, 1874. július 3. – Asnières-sur-Seine, 1928. december 30.) olimpiai bajnok francia rögbijátékos és olimpiai ezüstérmes kötélhúzó.
Az 1900. évi nyári olimpiai játékokon rögbiben aranyérmes lett a francia válogatottal. Kötélhúzásban ezüstérmes lett egy Nemzetközi Csapat ellen, melyet svédek és dánok alkottak.